# 第二次ブルランの戦い
第二次ブルランの戦い（だいにじブルランのたたかい, 英: Second Battle of Bull Run, 南部での呼称は第二次マナサスの戦い, 英: Battle of Second Manassas）は、南北戦争の東部戦線の一部であり、1862年8月28日から8月30日に戦われた。南軍の将軍ロバート・E・リーの北バージニア軍によって、北軍のジョン・ポープ少将のバージニア軍に対抗して遂行された攻撃的作戦の頂点をなすものであり、1861年に同じ場所で戦われた第一次ブルランの戦い（第一次マナサスの戦い）よりもはるかに大きな規模と戦力で戦われた。
南軍のストーンウォール・ジャクソン少将は広範囲に及ぶ敵の側面に回り込む行軍に続いて、バージニア州マナサスの鉄道結節点にあった北軍の補給庫を占領し、北軍ポープ将軍のワシントンD.C.との通信線を脅かした。ジャクソンは北西へ数マイル後退し、ストーニー・リッジで防御的布陣を行った。1862年8月28日、ジャクソンはグラブトン近くのブローナー農園で北軍の1隊を攻撃したが、引き分けに終わった。同じ日、ジェイムズ・ロングストリート少将が指揮するリー軍の1翼がサラフェアギャップの戦いで北軍の軽い抵抗を突破し、戦場に近付いた。
ポープはジャクソンが罠に嵌ったと確信するようになり、その軍の主力をジャクソンに集中させた。8月29日、ポープは工事中の鉄道路盤に沿って陣取ったジャクソン軍に繰り返し攻撃を掛けさせた。この攻撃は両軍に大きな損失を与えたが北軍が撃退された。正午、ロングストリート軍がサラフェアギャップから戦場に到着し、ジャクソン軍の右翼に陣取った。8月30日、ポープは改めて攻撃を掛けさせたが、ロングストリートが戦場に到着したことを知らないようであった。北軍フィッツ・ジョン・ポーターの第5軍団による攻撃に対して南軍が集中砲火を浴びせて打撃を与え、ロングストリートの5師団25,000名からなる右翼が反撃を行ったが、これは南北戦争の中でも最大の同時集中攻撃になった。北軍の左翼が崩壊し、ブルラン川の後方に撤退した。北軍後詰め部隊の効果的な行動により、第一次マナサスの戦いのような惨事の再現だけは免れた。それでもポープ軍のセンタービルへ向けた撤退は慌ただしいものだった。

## 背景および対戦した勢力

北軍の中心となった指揮官
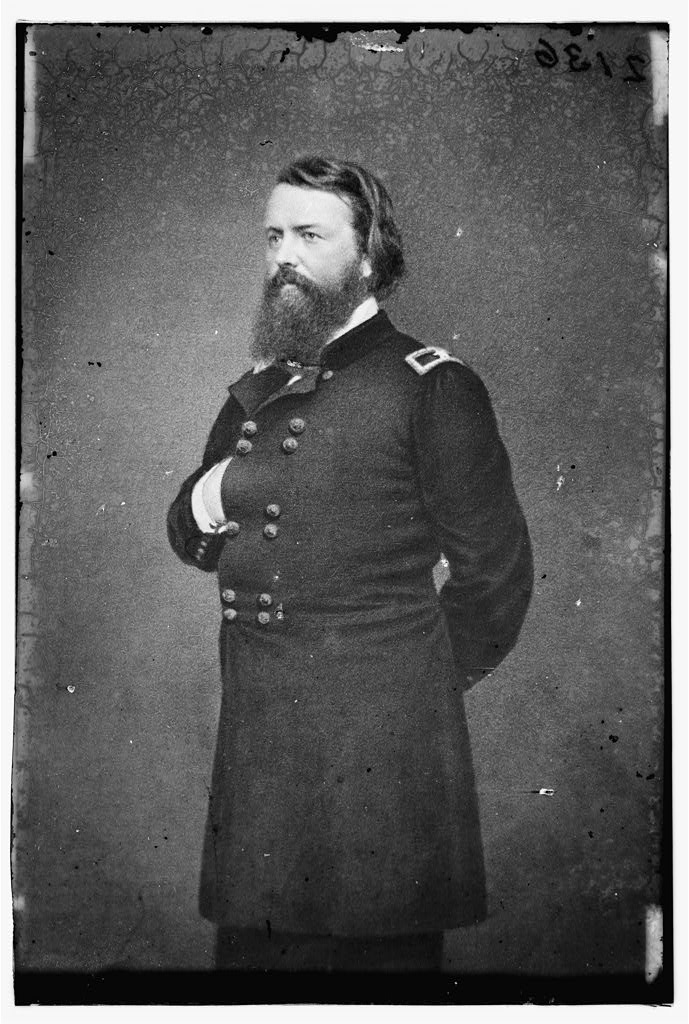
少将 ジョン・ポープ 北軍
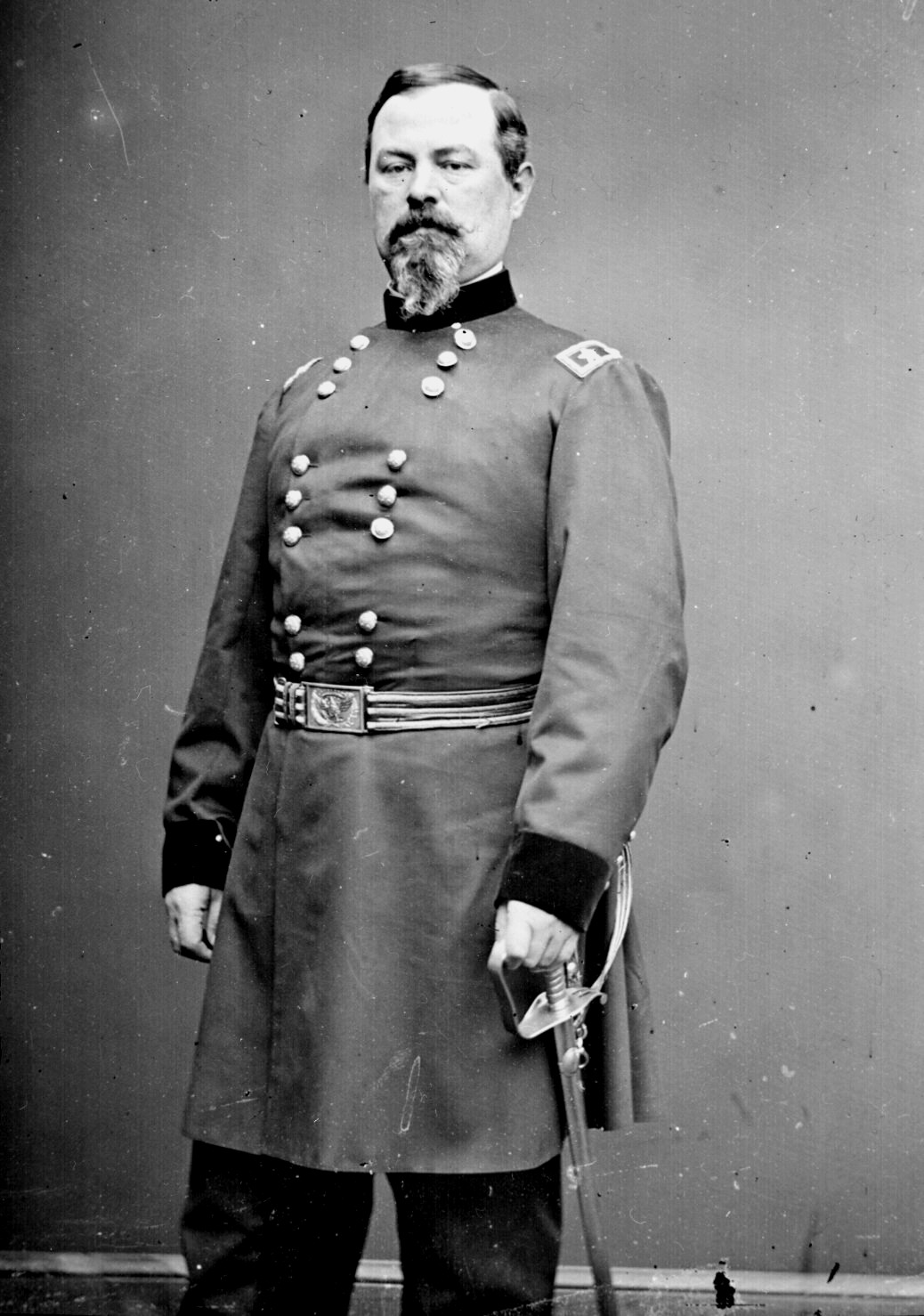
少将 アービン・マクドウェル 北軍
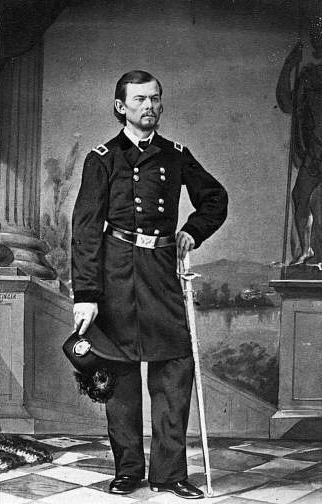
少将 フランツ・シーゲル 北軍

1862年6月の七日間の戦いでジョージ・マクレラン少将の半島方面作戦が瓦解した後で、エイブラハム・リンカーン大統領は新しく結成したバージニア軍指揮官にジョン・ポープを指名した。ポープは西部戦線で幾らかの成功を収めており、リンカーンはマクレランよりもより攻撃姿勢のある将軍を求めた。
北軍のバージニア軍は総勢51,000名で3軍団に分かれた。フランツ・シーゲル少将の第1軍団（後のポトマック軍第11軍団）、ナサニエル・バンクス少将の第2軍団（後のポトマック軍第12軍団）、および第一次ブルランの戦いで敗北したときの指揮官、アービン・マクドウェル少将の第3軍団（元ポトマック軍第1軍団、後にポトマック軍に復帰）だった。マクレランのポトマック軍から3個軍団（第3軍団、第5軍団および第6軍団）の一部と、アンブローズ・バーンサイド少将の第9軍団（ジェシー・リー・リノ少将が指揮）がこの戦闘に参戦し、結果的に総勢は77,000名となった。

南軍の中心となった指揮官
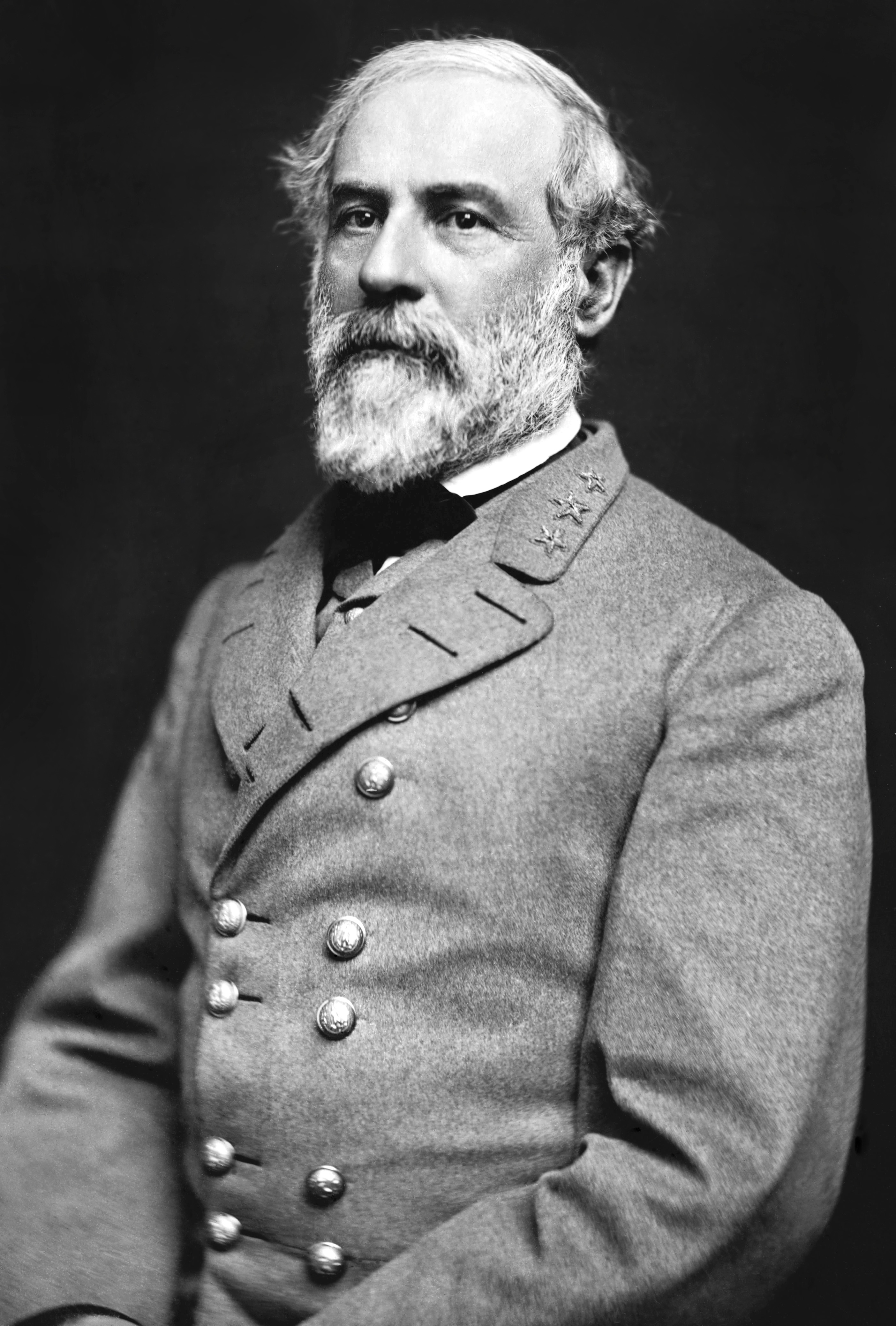
将軍 ロバート・E・リー 南軍
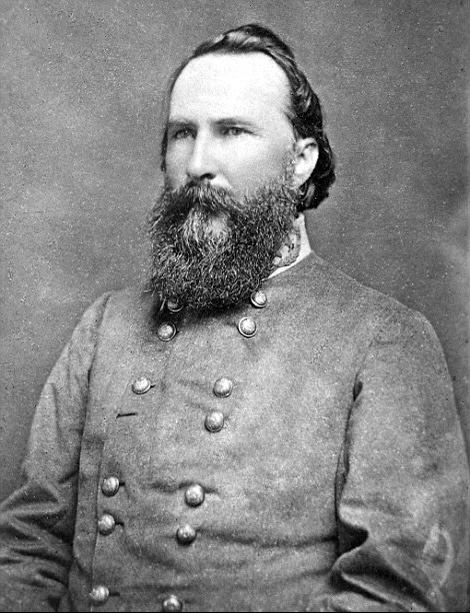
少将 ジェイムズ・ロングストリート、南軍
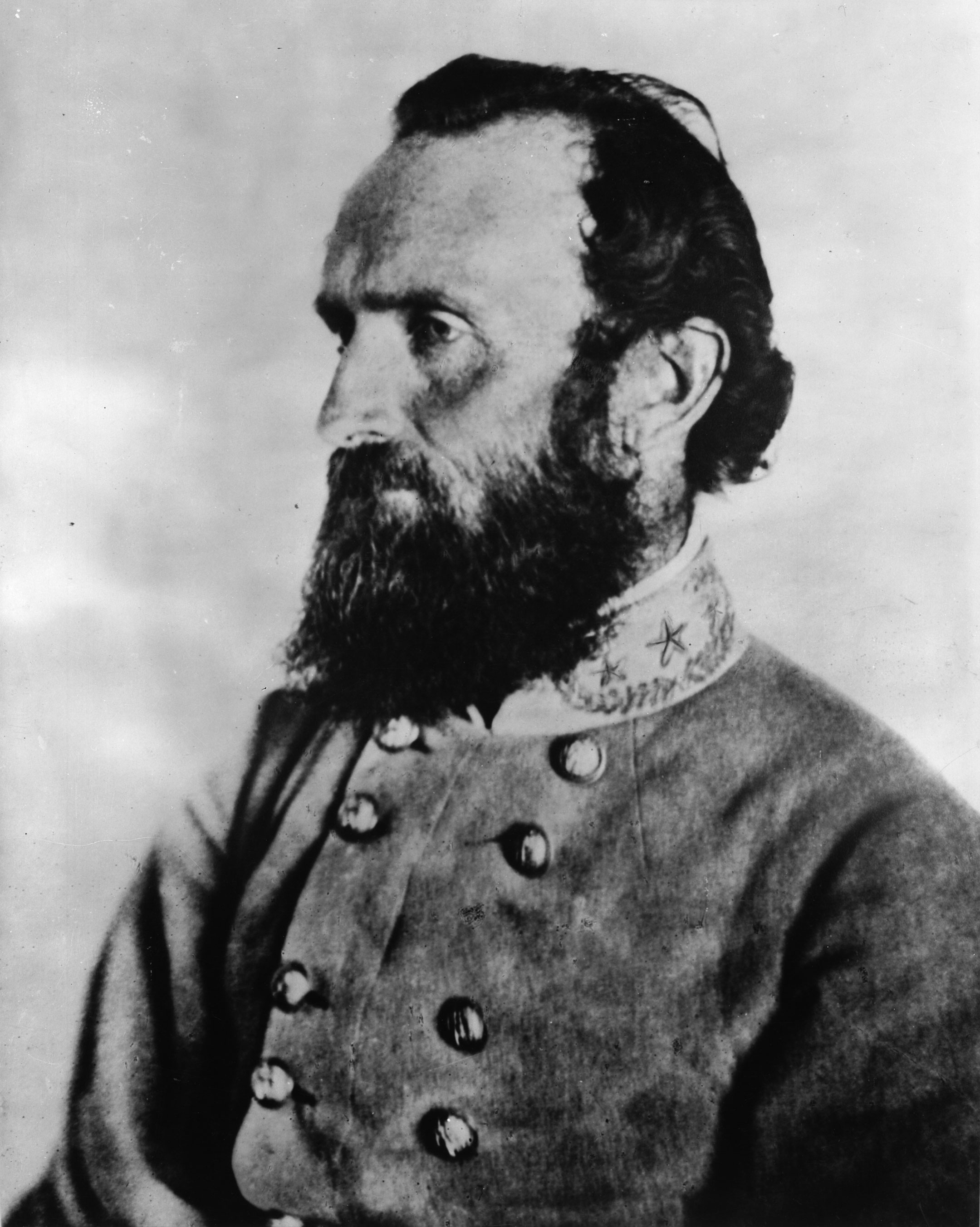
少将 ストーンウォール・ジャクソン、南軍

南軍の方では、ロバート・E・リー将軍の北バージニア軍が総勢55,000名を2つの「翼」あるいは「指揮」に分けられた。「右翼」はジェイムズ・ロングストリート少将が、「左翼」はストーンウォール・ジャクソン少将が指揮した。J・E・B・スチュアート少将指揮下の騎兵師団がジャクソンの翼に付けられた。
ポープの任務は幾つかの目的を果たすことだった。ワシントンとシェナンドー渓谷を守り、ゴードンスビルの方向に動いてマクレラン軍から南軍を引き離す事だった。七日間の戦いでマクレラン軍と対戦したリーの経験に基づけば、マクレランはもはやバージニア半島にあっても脅威ではないと認識し、自軍全軍をリッチモンドの守りに就けておく理由は無いと感じていた。このことで、ジャクソン軍をゴードンスビルに配置してポープ軍を堰き止め、バージニア中央鉄道を守らせることができた。
リーは胸の内に大きな作戦を描いていた。北軍はマクレラン軍とポープ軍とに分かれており、その位置が大きく隔たっているので、マクレラン軍に注意を戻す前にポープ軍を叩き潰す機会だと捉えた。A・P・ヒル少将に12,000名の部隊をつけて、ジャクソン軍に合流させた。8月3日、北軍の総司令官ヘンリー・ハレックはマクレランに半島からの撤退を完了させ、ポープ軍を支援するために北バージニアに戻るよう指示した。マクレランは抗議し、8月14日まで部隊の移動を始めなかった。
8月9日、ナサニエル・バンクスの軍団がシーダー山の戦いでジャクソン軍を攻撃し、初めは調子が良かったが、A・P・ヒルに率いられた南軍が反撃してバンクス軍をシーダー・クリークの背後まで後退させた。しかし、ジャクソン軍の前進は北軍のジェイムズ・B・リケッツ准将の師団によって遮られた。この時までにジャクソンはポークの各軍団が集結しており、個別撃破しようという作戦を難しくしたことを知った。ジャクソンは8月12日までその陣地に留まり、その後ゴードンスビルまで後退した。8月13日、リーはロングストリート軍をジャクソンの補強に派遣した。
8月22日から25日まで、両軍はラッパハノック川沿いで小さな戦闘を繰り返した。激しい雨で川水は脹れ上がり、リーは自軍に川を越させることができなかった。この時までに半島からポトマック軍からの増援が到着しつつあった。リーは北軍がこれらの追加軍を得て南軍を勢力的に上回った事態に直面し、その新しい作戦はジャクソンとスチュアートに全軍の半分の兵力を付けて、ポープの通信線であるオレンジ・アンド・アレクサンドリア鉄道を切断するために回り込みを行わせることだった。ポープ軍は撤退を強いられ、動いて脆弱になった時に打ち破られるはずだった。ジャクソンは8月25日に出発し、その夜にセイラム（現在ではマーシャル）に到着した。
8月26日の夕刻、ジャクソンの翼はサラフェアギャップを経由してポープ軍の右翼に回り込んだ後で、ブリストーでオレンジ・アレクサンドリア鉄道を攻撃し、8月27日の夜明け前にマナサス鉄道結節点にあった北軍の大規模補給庫を占領し破壊した。この急襲で、ポープはラッパハノック川沿いの防御的戦列から急速な後退を強いられた。8月27日から28日に掛けての夜の間、ジャクソンはその各師団を北にある第一次ブルランの戦場まで行軍させ、ストーニー・リッジ下にある未完成の鉄道路盤の背後に陣を構えた。この防御陣は良いものであった。深い森が南軍の部隊を隠し、南に数百ヤードに過ぎない北軍の行軍路と想定されるウォーレントン・ターンパイクは良く見通すことができた。ロングストリート軍がジャクソン軍に加わるとしても良い進入路があり、このことはもし時間通りに援軍が得られない場合でも、ブルラン山に向かってジャクソン軍が後退することも可能にしていた。また未完成の鉄道路盤は凸凹があって、誂えの塹壕の役目を果たせた。
8月28日のサラフェアギャップの戦いでは、ロングストリートの翼が北軍のわずかな抵抗を突破し、渓谷を通ってジャクソン軍に合流した。この一見些細に見える行動で、リー軍の2つの翼がマナサスの戦場で合流できたので、来るべき戦いでポープ軍が敗れることを事実上確実にした。

## 戦闘

### 8月28日：ブローナー農園
8月28日、ジョン・ブローナー家の農園近くでジャクソン軍が監視している中を北軍の縦隊がウォーレントン・ターンパイクに沿って動いたときに第二次ブルランの戦いが始まった。この部隊はルーファス・キング准将の師団に属する部隊だった。ジョン・P・ハッチ、ジョン・ギボン、アブナー・ダブルデイおよびマーセナ・R・パトリック各准将の旅団がセンタービルにいるポープ軍の残りに集結するために東方へ移動していた。キングはその日早くに重いてんかん性の発作を起こしていたので、自分の師団には同行していなかった。
ジャクソンは、ロングストリート軍が合流するために進行中であることを知らされていたので安心して、北軍に自分自身の姿を見させるようにしたが、その存在は無視された。ポープが軍をブルラン川の背後に退いてマクレランの到着しつつある軍隊と合流するのではないかと心配し、攻撃を始めることを決断した。樹木が並ぶ前線の背後に戻ってから部下に、「兵士達を表に出せ、紳士諸君」と伝えた。午後6時半頃、南軍の大砲が前面にいる敵部隊、ジョン・ギボンの黒帽子旅団（後に鉄の旅団と名付けられた）に向かって砲撃を開始した。元は砲兵であったギボンは、第4アメリカ砲兵隊B大隊からの応射で応えた。砲撃の開始でキングの縦隊が止まった。ハッチの旅団はその場所を通り過ぎており、後方にいたパトリックの旅団は隠れ場所を求め、ギボンとダブルデイの旅団だけがジャクソンの攻撃に応じた。ギボンは、（ポープの情報に拠れば）ジャクソンはセンタービルにいると想像されていたので、この砲撃を単にJ・E・B・スチュアートの騎馬砲兵隊の大砲からのものだと思っていた。ダブルデイと協議した後で、第2ウィスコンシン歩兵連隊の古参兵を丘の上に送って、うるさい大砲を蹴散らさせることを提案した。
エドガー・オコーナー大佐の指揮する第2ウィスコンシン歩兵連隊はブローナーの森を抜けて前進した。430名の部隊が農家の南東の空き地に到着したとき、南軍でも最も名高い部隊であるウィリアム・S・ベイラー大佐が指揮するストーンウォール旅団に遭遇した。この時は多くの戦いで消耗し800名に過ぎなかった。150ヤード (140 m)の距離を置いて、ウィスコンシン連隊はこのバージニア人に破壊的一斉射撃を行った。南軍は両軍の距離が80ヤード (73 m)まで接近したときに反撃した。両軍に応援が追加され、互いを至近距離に置きながら、ほとんど遮るものもないままに、2時間以上も一斉射撃を交わし続けた。ジャクソンはこの戦闘を「激しくて血に飢えた」と表現した。ギボンは第19インディアナ連隊を追加した。ジャクソンは、師団指揮官のリチャード・イーウェル少将に命令を出す代わりに、直接その連隊に指示を出しており、アレクサンダー・R・ロートン准将の旅団に属する3個ジョージア連隊を投入した。ギボンはこの攻勢に第7ウィスコンシン歩兵連隊を投入して対抗した。ジャクソンは、アイザック・R・トリンブル准将の旅団にロートン旅団を支えるように命じ、これがギボンの最後の連隊である第6ウィスコンシン歩兵連隊に対応した。
トリンブル旅団が投入された後は、ギボンの部隊が甚だしい劣勢になり、ダブルデイに援軍を要請した。ダブルデイは第56ペンシルベニア連隊と第76ニューヨーク連隊を送って、第6と第7ウィスコンシン連隊の間の隙間を埋めた。これらの部隊は暗くなってから戦場に到着しており、トリンブルもロートンも連携が取れないままに攻撃を始めていた。ジョン・ペルハム大尉が指揮する騎兵砲兵隊がジャクソンに前進を命じられ、100ヤード (91 m)も無い距離から第19インディアナ連隊を砲撃した。戦いは午後9時頃に終了し、ギボンとダブルデイは連絡が取れないままに、整然とターンパイクまで後退した。南軍も疲れ果てており追撃できなかった。この戦闘は実質的に引き分けだったが、損失は大きく、北軍は1,150名、南軍は1,250名となった。第2ウィスコンシン連隊は参加した430名のうち276名を失った。ストーンウォール旅団は800名の内340名を失った。ジョージアの2個連隊、トリンブルの第21連隊とロートンの第26連隊は、それぞれその70％以上を失った。全体では、戦闘に参加した3人に1人が撃たれた。南軍のウィリアム・B・タリアフェーロ准将は、「この戦闘には操軍は無く、戦術もほとんど無かった。忍耐の問題であり、両軍共に耐えた。」と書き記した。タリアフェーロやイーウェルは負傷し、イーウェルの右足は切断された。
ジャクソンは勢力的に勝っていた（南軍6,200名に対しギボンの部隊は2,100名）にも拘わらず、決定的な勝利を得られなかった。これは、暗闇と、部隊をバラバラに投入したこと、および中心になる2人の将軍が負傷したことによっていた。しかし、ジョン・ポープの気を引くという戦略的な目論見は果たせた。ポープは、ブローナー農園の戦闘はジャクソンがセンタービルから退こうとしているときに起こったと、誤った解釈をした。ポープはジャクソンを「追い詰めた」と思っており、ロングストリートの援軍が到着する前にジャクソンを捕まえてしまいたかった。その夜。ポープがフィリップ・カーニー少将に送った伝言には、「マクドウェル将軍が敵の後退を遮り、今はその前面にいる。...彼が今夜北へ行くことのできる間道に逃れられなければ、きっと捕まるに違いない。」と書かれていた。
ポープは部下に対して、ジャクソンを取り囲み明朝攻撃せよという命令を出したが、幾つかの誤りを犯していた。マクドウェルとシーゲルはブルラン山に向かうジャクソンの退路を塞いでいると思っていたが、この両隊の大半はマナサス・サドリー道路に沿ってジャクソンの南東にいた。ジャクソンが撤退しようとしているという思いこみは完全に間違っていた。ジャクソンは絶好の防衛陣地におり、ロングストリートの到着を待って、ポープ軍を攻撃しようとしていた。ロングストリート軍の動きに関する情報は入っていたが、ポープは不可解にもその到着が戦闘に与える効果を計算に入れていなかった。

### 8月29日：ジャクソンがストーニー・リッジを防衛
ジャクソンはロングストリートが北バージニア軍の残りを連れて到着するまでポープ軍を引き付けておくために、ブローナー農園で戦闘を始めた。ロングストリート軍25,000名は8月29日の午前6時にサラフェアギャップからの行軍を開始した。ジャクソンはスチュアートを派遣して、ロングストリート軍の最初の部隊を誘導し、ジャクソンが予め選んでおいた陣地に就かせるようにした。ジャクソンは到着を待つ間に、ポープ軍がその朝に攻撃してきた場合の防御陣を再配置させ、ストーニーリッジの南に3,000ヤード (2,700 m)の長さにわたって20,000名の配置を終えた。北軍シーゲルの第1軍団がマナサス・サドリー道路に沿って展開しているのに気付き、A・P・ヒルの旅団には左翼のサドリー教会近くの鉄道路盤の背後に就くように命じた。ヒルはその陣地が地形的に弱い（深い森のために大砲の効果的な配置が難しかった）ことに気付き、所属する旅団、マクしー・グレッグ准将のサウスカロライナ旅団とエドワード・L・トーマス准将のジョージア旅団を前に2列に配置した。ジャクソンはその戦列の中央で、イーウェル師団の2個旅団（イーウェルが足を切断したので、アレクサンダー・ロートン准将が指揮を執っていた）を置き、右翼にはウィリアム・B・タリアフェーロ准将、そのときはウィリアム・E・スターク准将の指揮する師団を置いた。
ポープの作戦はジャクソン軍の両翼に対して動くことだった。フィッツ・ジョン・ポーターにはゲインズビルに向かって動き、南軍の右翼と考えられるものに攻撃する司令を出した。シーゲルには夜明けと共にジャクソンの左翼を攻めるように命令した。シーゲルは、ジャクソンが再配置したことを知らず、ロバート・C・シェンクの師団を広く展開させて前進させ、ジョン・F・レイノルズ准将の師団（ハインツェルマンの第3軍団）を左翼に、ロバート・H・ミルロイ准将の独立旅団を中央に、カール・シュルツ准将の師団を右翼に配置して支援させた。シュルツの2個旅団がマナサス・サドリー道路を北へ動き、午前7時頃に初めてジャクソンの部隊に遭遇した。
シーゲルのA・P・ヒル師団に対する攻撃はその日のストーニーリッジ近くでの全ての戦闘に共通するやり方で行われた。未完成の鉄道路盤は幾つかの場所で自然の防御陣地になっていたが、概して南軍は固定的な防御は避け、北軍の攻撃を吸収しては続いて活発な反撃を行った（これはジャクソンが数週間後のアンティータムの戦いで採った戦術と同じだった）。シュルツの2個旅団（アレクサンダー・シンメルフェニング准将とヴラジミエシュ・クルチザノーフスキー大佐の指揮）がグレッグとトーマスの部隊と激しく衝突し、両軍共にバラバラな戦い方となった。ミルロイが自隊の右手で起こった戦闘の音を聞き、その2個連隊にシュルツ軍の支援を行うよう命じた。彼らは幾らかは成功し、第82オハイオ連隊がダンプと呼ばれる窪地で南軍の前線を突破したが、結局は撃退された。シェンクとレイノルズは激しい砲火を浴びて、大砲で反撃したが、歩兵は前に進めなかった。
シュルツは第3軍団カーニーの師団が自隊の支援準備をしていると考え、午前10時頃に再度ヒル軍への攻撃を命じた。しかし、カーニーの部隊は前進せず、2回目の攻撃は失敗した。歴史家達はカーニーのこの日の行動を責めて、カーニーがシーゲルに対して抱いていた個人的な悪意の性としている。
午後1時までに、シーゲルの部隊はジョセフ・フッカー少将の師団（第3軍団）とアイザック・スティーブンス准将の旅団（第9軍団）の増援を受けた。ポープも戦場に到着しその勝利の最高の場を見られるものと期待していた。しかし、この時までにロングストリートの最初の部隊がジャクソンの右翼に配置された。ジョン・ベル・フッド准将の師団がターンパイクを跨いでジャクソンの右翼に大まかに連接することになった。フッド隊の右にはジェイムズ・L・ケンパー准将とデイビッド・R・"ニーバー"・ジョーンズ准将の各師団が就いた。カドマス・M・ウィルコックス准将の師団が最後に到着し、予備隊とされた。
スチュアートの騎兵隊はマナサス・ゲインズビル道路を移動中のポーター、ハッチおよびマクドウェルの部隊と遭遇し、短時間の銃撃戦で北軍の動きを止めた。このとき、ポーターとマクドウェルに伝言を持った伝令が到着し、「連合命令」と呼ばれることになるポープからの議論の多い命令書を渡した。歴史家のジョン・J・ヘネシーは、この命令を「何十年もの論争の焦点となった矛盾と錯乱の傑作」と表現した。それには既に進行中だったジャクソン軍左翼への攻撃が書かれていたが、ポーターとマクドウェルが何をすべきかが不明だった。ゲインズビル「に」移動しジャクソン軍の無防備と考えられる右翼を攻撃する代わりに、ゲインズビル「へ向かって」動き、（他の師団との）通信が確立され次第、全軍が停止すべきこと。今夜ブルラン川の背後にあるセンタービルまで後退する必要があるかもしれない」と書かれていた。この命令書の何処にも、ポープはポーターとマクドウェルに明白に攻撃を指示していないし、さらに「この命令から逸脱することで、もしかなりの利点が得られるならば、厳密に従わなくともよい」という言葉で締め括られており、軍事命令としては事実上使いようの無いものになっていた。
一方、スチュアートの配下でトマス・ロッサー大佐の騎兵隊が、木の枝を1個連隊の馬で引き摺ることで、大部隊の兵士が行軍中に挙げる砂塵に似せ、北軍の将軍達を欺いた。この時、マクドウェルは騎兵隊指揮官ジョン・ビュフォード准将から報告書を受け取っており、17個歩兵連隊、1個砲兵大隊および500騎の騎兵が、午前8時15分にゲインズビルを通過したというものだった。これはサラフェアギャップから移動するロングストリートの部隊であり、2人の北軍将軍にこの先困難さが待ち受けていると警告した。北軍の前進が再び止まった。何らかの理由でマクドウェルはこの報告書をポープに回送することを怠り、ポープに渡ったのは午後7時頃となって、総軍指揮官は2つの甚だしく誤った認識の下に動いていた。つまりロングストリートは戦場から離れたところにおり、ポーターとマクドウェルはジャクソンの右翼攻撃に向かっているという認識だった。
ロングストリートの部隊が最終配置に就くと、リー将軍は北軍左翼に対する攻勢を命じた（ロングストリートは後に、リーが実行できればできるだけ速やかに戦わせたいと考えていたが命令はしなかったことを思い出した）。しかし、ロングストリートは北軍レイノルズとシェンクの師団が自軍の前線の半分を包み込むようにウォーレントン・ターンパイクの南に拡がっているのを目にして、この時攻撃を掛けることに反対を表明した。リーは、J・E・B・スチュアートがゲインズビル・マナサス道路の部隊は（ポーターとマクドウェル軍）は手強いと報告した時に、最終的に折れた。
ポープは、彼が命令したと思っていた通りにジャクソン軍右翼に対する攻撃が進んでいると思っており、ポーターが最後の痛撃を与えるまで南軍の注意をそらせる意図で、ジャクソン軍正面に4度の別々の攻撃を承認した。キュビエ・グロバー准将の旅団がカーニー師団の支援があることを期待しながら、午後3時ころに攻撃した。グロバーは幸運にもトーマスとグレッグの部隊の間に開いた隙間を偶然に衝くことができた。その猛烈な銃剣攻撃は一時的に成功したが、カーニーは今回も命令されたように前進せず、ポープは主攻撃を支援する意図が無かった。ドーシー・ペンダー准将の旅団が痛撃を加えて撃退した。
レイノルズはターンパイクの南で妨害攻撃を行うよう命令されており、ロングストリート部隊に出逢い、その示威行動を中止することになった。ポープはレイノルズの心配を誤った認識として片付け、ジャクソン軍の側面攻撃に備えていたポーターの第5軍団に分け入っただけだと主張した。ジェシー・レノは第9軍団のジェイムズ・ネイグル大佐の旅団に、再度ジャクソン軍前線の中央を攻撃するよう命じた。このときは、アイザック・R・トリンブルの旅団が鉄道の盛り土から後退させられたが、南軍の反撃で前線を回復し、さらに北軍の砲兵隊がその前進を止めるまでネイグルの部隊を開けた戦場まで押し返した。
午後4時半、ポープは最終的にポーターに明白な攻撃命令を送ったが、ポープの副官（かつその甥）は道を誤り、午後6時半まで伝言を届けられなかった。いずれにしても、ポーターはその時、その日早くに居た場所よりも攻撃に適した位置にはいなかった。しかし、ポープは襲ってくることのない攻撃を予測して、カーニーにジャクソン軍の最左翼を攻撃するよう命じ、前線の両端に強い圧力を掛けようとした。午後5時、この戦闘では初めて、カーニーの激しい攻撃的性格が現実に出てきて、10個連隊を使って押し寄せ、A・P・ヒルの消耗した師団を襲った。この日の最も激しい戦闘の中で、ローレンス・オブライアン・ブランチとジュバル・アーリー各准将の旅団による反撃で、北軍の前進は撃退された。
南軍の右翼では、ロングストリートがその前線から距離を置いたマクドウェル軍の動きを観察していた。第1軍団はレイノルズを支援するためにヘンリー・ハウス・ヒルに師団を師団を動かした。この報告を受けたリーはその地域で攻勢に出る作戦を復活させた。ロングストリートは再度その作戦に反対を表明したが、このときは薄暮前の不適切な時間帯が理由だった。ロングストリートはその代わりに、敵軍の配置を探り、翌朝の攻撃に備えるために、威力偵察を提案した。リーは同意し、フッドの師団を前に押し出させた。これと同時に、ポープは、この時も南軍が退却しているという思いこみに囚われており、ジョン・P・ハッチの師団をターンパイクの西方に送って追求させた。フッド隊とハッチ隊はグラブトンの交差点で短時間衝突したが、短くも激しい対決は暗闇と共に終わり、両軍とも引き返した。ロングストリートとその部下達は再度リーに対して、強固な防御陣を布いていると考えられる敵軍に攻撃を仕掛けるべきではないと主張し、リーはその攻撃作戦を撤回したが、撤回はこれで3度目となった。
ポープがマクドウェルからビュフォードの報告について知らされたとき、やっとロングストリート軍が戦場にいることを認識したが、南軍全体が撤退するときにロングストリート軍はジャクソン軍を支援するためにそこにいる、という楽観的な思いこみをしていた。実際にフッドの師団は後退した。ポープはポーターの第5軍団に本隊との合流を命じ、8月30日の攻撃について作戦を練った。歴史家のA・ウィルソン・グリーンはこのポープの判断がこの戦闘の中でも最悪のものだとした。このとき北軍は南軍にたいして勢力的優位に立っておらず、地形的な利点も無かったので、最も分別のあるやり方はブルラン川の後方まで退いて、近くにいた25,000名を擁するマクレランのポトマック軍と合流することだった。
この戦闘に関する歴史家の間の議論の一つは、ジョージ・マクレランのポープとの連携に関するものである。8月遅くに、ポトマック軍の2個軍団（ウィリアム・B・フランクリンの第6軍団とエドウィン・V・サムナーの第2軍団）がアレクサンドリアに到着していたが、マクレランは砲兵、騎兵および輸送支援部隊が不適切と考えたために、マナサスへの進軍を認めなかった。マクレランは、ポープの立場を弱らせようと図ったとして政敵に非難され、8月10日にその妻に宛てた手紙の中で「ポープは2日のうちにひどく打ちのめされるだろう。...彼らはその窮状の救済を私に押しつけて喜ぶことだろう。私は全軍の支配を与えられなければ、それを引き受けない」と書いた時、歴史におけるその立場をあやうくした。マクレランは8月29日にエイブラハム・リンカーンに対して、「ポープをその窮地から出してやって、あらゆる手段を尽くして首都の完全な安全を守ること」が賢明だろうと伝えた。

### 8月30日：ロングストリートの反撃、北軍の撤退
ロングストリート軍の最後の部隊であるリチャード・H・アンダーソン少将の師団が、17マイル (27 km)を行軍して、8月30日午前3時に戦場に到着した。彼らは疲れており地域に不案内だったのでグラブトンの東の尾根で停止した。夜明けにその場所が孤立しており、敵軍とも近すぎることを認識して、後退した。ポープの南軍は撤退しつつあるという考えは、前夜のフッド隊の後退に続いて起こったこの動きで補強された。午前8時、ポープ本部の作戦会議で、ポープの部下達はその指揮官に慎重に行動するよう説得を試みた。午前10時頃にストーニーリッジの南軍前線を探ると、ジャクソン軍は依然として強固な防御陣を布いていることが分かった。ジョン・F・レイノルズはターンパイクの南の南軍勢力は大きいと報告した。フィッツ・ジョン・ポーターは同じような情報を持ってその後に到着した。しかし、ハインツェルマンとマクドウェルはそれぞれの偵察を行い、ジャクソン軍の防御戦を見出すことが出来なかったので、ポープは最終的に撤退しつつある南軍に攻撃を掛ける決断をした。
正午少し過ぎに、ポープはポーターの第5軍団に、ハッチとレイノルズによる支援を付けて、ターンパイクに沿って西に進軍する命令を発した。これと同時に、リケッツ、カーニーおよびフッカーは北軍の右翼を前進した。この2つの動きが撤退しつつある南軍を潰すだろうというものだった。しかし、南軍は撤退してはおらず、実際には攻撃を待っていた。リーは依然としてロングストリート軍による反撃の機会を待っていた。ポープがこの日に攻撃してくるかどうか確信を抱いていなかったが、スティーブン・D・リー大佐の大砲18門をブローナー農園北東の高台に据えさせた。そこはジャクソン軍陣地の前の開けた戦場への砲撃に適した場所だった。
ポーターの軍団は実際にはターンパイクを西に進める位置ではなく、グラブトン近くのターンパイク北の森にいた。その前面にあるジャクソン軍に対する攻撃のために、10,000名の部隊を配列するには約2時間を要した。目標は、そのときウィリアム・E・スターク准将が指揮するジャクソンの古い師団だった。北軍の攻撃を先導する師団はジョージ・W・モレル少将に代わったダニエル・バターフィールド准将に指揮され、ヘンリー・ウィークス大佐の旅団が左翼に、チャールズ・W・ロバーツ大佐の旅団が中央に置かれた。ハッチの師団が軍団の右翼に就いた。ジョージ・サイクス准将指揮下の正規兵2個旅団は予備隊とされた。
北軍は大変な任務に直面していた。バターフィールドの師団は、未亡人ルシンダ・ドーガンが所有する600ヤード (550 m)の開けた牧草地を横切らねばならず、最後の150ヤード (140 m)は険しい上り坂であり、未完成の鉄道の陰の強固な陣地を攻撃しなければならなかった。ハッチの師団は300ヤード (270 m)だけだったが、南軍を正面から叩くためには銃火の中を複雑な右回りの行軍を行う必要があった。かれらはスティーブン・D・リーの砲兵隊から来る破壊的な砲火を浴び、続いて前線に並ぶ歩兵からの容赦のない一斉射撃を浴びた。それでも南軍の前線を突破し、第48バージニア歩兵連隊を崩壊させた。ストーンウォール旅団が前線を保つために突入し、その指揮官ベイラー大佐を含む大きな損失を出した。この戦闘の中で疑いもなく最も有名な出来事となったものは、ブラドリー・T・ジョンソン大佐とレロイ・オーガスタス・スタフォード大佐の旅団が激しく発砲したので、弾を使い果たし、大きな岩を第24ニューヨーク連隊に投げつける手段に訴えて損傷を与え、驚いたニューヨーク兵達はそれを投げ返した。ジャクソン軍の疲れ切った防御陣を支援するため、ロングストリートの砲兵隊が戦闘に分け入ろうとした北軍増援隊に砲弾を浴びせ、部隊をバラバラにした。
ポーター軍は相当数の損失を受けていたが、サイクスの予備師団の投入を行わず、その攻撃を止め、実質的に先導役をしていた旅団が支援もないままに脱出するに任せた。この撤退はさらに損失を生む行動になった。スタークの旅団の南軍兵は喜んで追撃に掛かったが、グラブトン・サドリー道路に控えていた北軍予備隊に撃退された。結局ジャクソン軍は消耗が激しく反撃できず、ポーター軍はターンパイクの北で立ち直る場を得た。しかし、ポーター軍の状態を心配したアービン・マクドウェルはレイノルズの師団にチンリッジの持ち場を離れポーターの支援に回るよう命じた。この判断はこの日の最悪の戦術的決断だったと言っても良い。ターンパイクの南にいたわずか2,200名の北軍兵がその10倍の南軍と向き合うことになった。
リーとロングストリートは、このときこそ長い間待っていた攻撃の機会ということで合意し、目標を第一次ブルランの戦いで重要な地点となったヘンリー・ハウス・ヒルに定めた。ここを占領できれば北軍の撤退路となる可能性がある所を支配できた。ロングストリート軍5師団25,000名は、北のブローナー農園から南のマナサスギャップ鉄道まで1.5マイル (2.4 km)近くにわたって伸びていた。目標の丘に到達するために、1.5ないし2マイル（2.4ないし3.2 km）の距離を、尾根、小川や深い森を抜けて進む必要があった。ロングストリートはこの地形に拡がる戦列をうまく連携を取らせながら進ませることは出来ないと分かっていたので、その師団指揮官達の指導力と独創性に任せることにせざるを得なかった。先導する師団は左翼のターンパイク近くにジョン・ベル・フッドのテキサス部隊がネイサン・ジョージ・エバンス准将のサウスカロライナ部隊に支援されて進んだ。フッドの右手にはケンパーとジョーンズの師団が進んだ。アンダーソンの師団は予備隊とされた。攻撃の直前に、リーはジャクソンに信号を送った。「ロングストリート将軍が前進している。その左翼に気を付け守ってくれ。」
ターンパイク南の北軍守備隊はわずか2個旅団しかおらず、ナサニエル・マクリーン大佐（シーゲルの第1軍団シェンクの師団）とガバヌーア・ウォーレン大佐（ポーターの第5軍団サイクスの師団）が指揮していた。マクリーンがチンリッジを守り、ウォーレンは約800ヤード (730 m)西のグラブトン近くにいた。南軍のフッド隊は午後4時頃に攻撃を始め、たちまちウォーレンの2個連隊、第5ニューヨーク連隊（デュリーのズアーブ）と第10ニューヨーク連隊（ナショナル・ズアーブ）を圧倒した。接触から10分間で第5ニューヨーク連隊500名のうちほぼ300名が撃たれ、そのうち120名は瀕死の重傷だった。これは南北戦争全体でも単一の戦闘で歩兵連隊の受けた最大の戦死数となった。
ポープとマクドウェルは事態の危険性を認識し、その部隊にヘンリー・ハウス・ヒルの占領を命令したが、それが起こるまでに、マクリーンの旅団が南軍猛攻の唯一の標的にされた。合計1,200名のオハイオの4個連隊はチンリッジに西面して戦列を布いており、1個砲兵大隊が支援して、まずフッド隊、続いてシャンクス・エバンスの旅団（ケンパー師団）による2回の攻撃を撃退した。モンゴメリー・D・コース大佐の旅団（やはりケンパー師団）による3度目の攻撃が成功した。マクリーンの部隊兵は尾根の南の端から近付いてくる部隊を友軍と誤り、発砲を控えていた。その誤りに気付いたときに、至近距離での激しい銃火が10分間交わされたが、ルイジアナ砲兵大隊から砲撃が加わって北軍の戦列を崩壊させた。オハイオ旅団の損失率は33％にもなったが、これでポープが増援を送るための30分間を稼いだ。
最初に到着した北軍の2個旅団はリケット師団からのものであり、ジーラス・B・タワー准将とロバート・スタイルズ大佐が指揮していた。タワーの旅団は3方から攻撃されて崩壊した。その砲兵大隊が捕獲され、タワーも重傷を負った。タワーに続いたスタイルズの旅団はケンパー師団から新たに到着した、マイカ・ジェンキンス准将とエッパ・ハントン大佐の指揮する2個旅団の餌食になった。この激しい戦闘の間に、第12マサチューセッツ連隊の指揮官フレッチャー・ウェブスター大佐（政治家ダニエル・ウェブスターの息子）が致命傷を負った。シーゲルの第1軍団からジョン・コルテス大佐とヴラジミエシュ・クルチザノーフスキー大佐が指揮する2個旅団がさらに投入されたが、その前の部隊と比べても甚だしい成功は得られなかった。南軍ジョーンズ師団の先導隊、ジョージ・T・アンダーソン大佐とヘンリー・L・ベニング大佐の旅団は、午後6時までにチンリッジにおける北軍の抵抗を追い払ってしまった。しかし、南軍は攻撃に成功しても、兵士（フッドとケンパーの師団は大きな損失を被り少なくとも一時的にそれ以上の攻撃行動ができなかった）においても時間の面でも大きな損失があった。ヘンリー・ハウス・ヒルまではまだ数百ヤード向こうにあり、昼の光はあと1時間ぐらいの余裕しかなかった。
南軍の攻撃から最初の2時間、ポープはヘンリー・ハウス・ヒルの防御に4個旅団を配置できた。2個旅団はレイノルズの師団から、1個はサイクスの師団から、最後の1個はロバート・H・ミルロイの独立旅団だった。リーはその攻撃を完遂させるためには戦闘力の追加が必要であることを認識し、予備隊としていたリチャード・アンダーソンの師団の動員を命じた。この部隊が移動している間に、D・R・ジョーンズがベニングとG・T・アンダーソンの旅団と共に丘への攻撃を始めた。この部隊は3,000名となり、この日の午後で最大の集中攻撃となったが、部隊間の連携が取れず、北軍の4個旅団がその陣地を守った。アンダーソンの師団から新たにウィリアム・マホーン准将とアンブローズ・R・ライト准将の2個旅団が到着して再度圧力が掛けられた。サイクスの師団からの正規兵は戦列の端にいて自然の防御効果が無く、ヘンリー・ハウスの方向に撃退された。不可解なことにアンダーソンは自分の明けた穴に付け込むことを止めたが、おそらくこれは闇が深くなったためだった。ヘンリー・ハウス・ヒルは北軍が確保したままとなった。
ジャクソンは、リーからの比較的曖昧な命令でロングストリート軍を支援しており、午後6時にターンパイクの北に攻撃を掛けたが、このタイミングは恐らくその疲れ切った部隊が集まり次第直ぐにという形だった。歴史家のジョン・J・ヘネシーはジャクソンの遅れを「戦いの大きな謎の一つ」であり、戦いの「南軍による最も重大な誤りの一つ」と言い、ジャクソンの進軍の価値を下げたと言った。その攻撃は、ポープがヘンリー・ハウス・ヒル防衛の支援のためにターンパイク北の部隊の後退を命じたときと一致し、南軍はその激しい攻撃で多くの大砲と歩兵部隊を制圧することができた。しかし、午後7時までにポープ軍はヘンリー・ハウス・ヒルの部隊とを繋ぐ強固な防御戦を作り上げた。午後8時、全軍にセンタービルに通じるターンパイクでの撤退を命じた。第一次ブルランの戦いの時の悲惨な退却とは異なり、北軍の移動は静穏に秩序立って行われた。南軍は戦闘に疲れ、弾薬も尽きかけていたので、暗闇の中を追跡まではしなかった。リーは大きな勝利を得たが、ポープ軍を潰すという目標は果たせなかった。

## 戦いの後
第二次ブルランの戦いに参加した北軍の損失は、62,000名のうち10.000名が戦死又は負傷となった。南軍50,000名の内、約1,300名が戦死、7,000名が負傷した。北軍はセンタービルに集合したが、リーは次の作戦を立てた。ポープ軍とワシントンの間にその軍を割り込ませるためにジャクソン軍をもう一度回り込ませる動きをさせた。ポープはこの動きに反応し、両軍は9月1日にシャンティリーの戦い（オックスヒルの戦いとも言われる）で最後の決戦をした。リーはその後すぐ北バージニア軍の先導隊がポトマック川を越えた9月3日に次の作戦を始め、メリーランド方面作戦にあたったポトマック軍との運命の戦い「アンティータムの戦い」に向かうことになった。
ポープは1862年9月12日に指揮官職を解任され、その軍隊はポトマック軍に合流されて、マクレランの指揮でメリーランドに進んだ。ポープは戦争の残り期間、ミネソタ州の北西部方面軍で過ごし、ダコタ戦争に対処した。ポープはその敗北の責を負わせるスケープゴートを探した。1862年11月25日、フィッツ・ジョン・ポーターが逮捕され、8月29日の行動で軍法会議に掛けられた。ポーターは命令不服従と不正行為の廉で1863年1月10日に有罪を宣告され、1月21日に軍隊から除籍された。ポーターは残りの人生をこの宣告に対する戦いで過ごした。1878年、ジョン・M・スコフィールド将軍の下での特別委員会は、ポーターがロングストリート軍に対する攻撃を躊躇ったことでおそらくポープのバージニア軍をさらに大きな敗北から救ったとして、ポープの容疑を晴らした。8年後、チェスター・A・アーサー大統領はポーターに対する判決を撤回した。
ロングストリートは戦闘中の功績について批判され、戦後の「南部の失われた大義」の主張者は彼の鈍さ、攻撃の躊躇い、および8月29日にリー将軍に従わなかったことが、1863年7月2日のゲティスバーグの戦いで出てきた議論を呼ぶ行動の前触れだったと主張した。リーの伝記作者ダグラス・サウソール・フリーマンは「ゲティスバーグの多くの悲劇の種はこの瞬間に撒かれた。リーがロングストリートに屈し、ロングストリートがそうできることを発見した瞬間である。」と書いた。